# Le quattro ore del giorno
Le quattro ore del giorno sono un gruppo di statue progettate da Johannes Schilling per la scala nord della Brühlsche Terrasse di Dresda. Gli originali in pietra arenaria, che si trovavano in questo sito dal 1868 al 1908, sono stati spostati a Chemnitz nel parco del castello dal 1936. A Dresda furono sostituiti da calchi in bronzo nel 1908.

## Storia ed esecuzione
Una gara per la riprogettazione della scala, pubblicizzata nel 1860, riguardava la sostituzione di due leoni di arenaria di Christian Gottlieb Kühn allestiti sulle scale. Questi sono ora all'estremità meridionale delle Querallee nel Großer Garten. Come linea guida per la progettazione delle quattro figure, erano disponibili i temi dei periodi della giornata, stagioni, arte, poesia, commercio e poesia, nonché arte e natura con due dee della pace.
Vinse la competizione con i suoi disegni per le quattro ore del giorno, Schilling con il primo premio alla Mostra d'arte di Vienna nel 1869. Ricevette l'ordine dopo una gara tra sette artisti, nella quale re Giovanni di Sassonia decise di far eseguire le opere allo scultore che si era classificato al secondo posto, anziché al vincitore. Dopo un'ulteriore revisione, i disegni furono approvati nel 1862 e lo scultore Franz Schwarz eseguì l'opera.
Viste da Schloßplatz, nel 1868, da sinistra a destra, le rappresentazioni allegoriche "Sera" e "Notte" sono in fondo, e dal 1871  "Mattino" e "Mezzogiorno" in primo piano.
I calchi in bronzo sostituirono le quattro figure originali in arenaria, dal 1908, poiché le ingiurie meteorologiche avevano reso necessario questo cambio. Fu tentata la doratura, nel 1883, ma non diede i risultati sperati, quindi nel 1905 fu presa la decisione di sostituirle con calchi in bronzo.

## Storia del posizionamento degli originali a Chemnitz

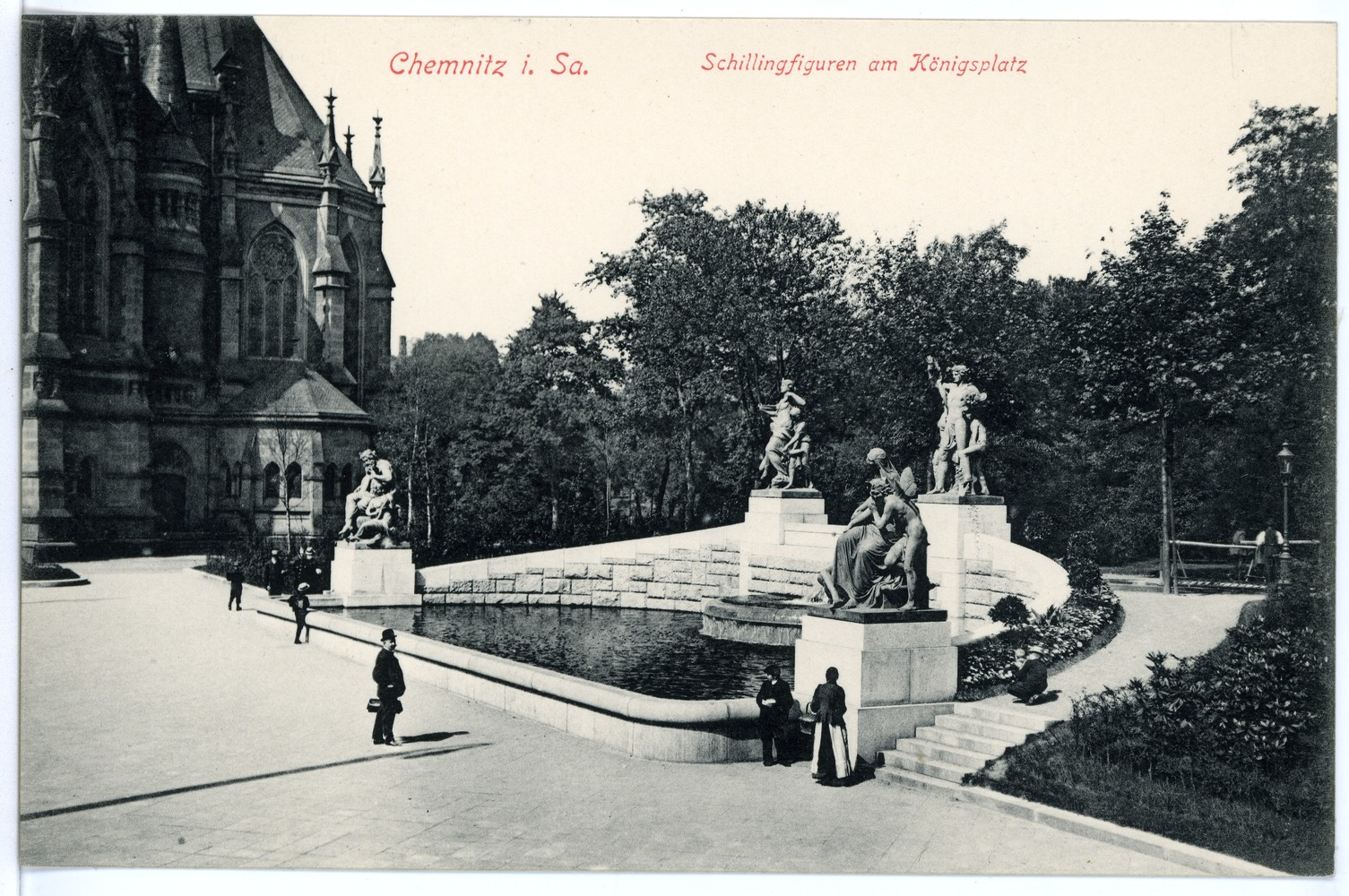
Gruppi di Schilling sulla Königsplatz a Chemnitz

Nel 1898, gli originali furono consegnati alla città di Chemnitz e dieci anni dopo, nel 1908, arrivarono dove decorarono le scale tra Theaterplatz e Schillerpark di fronte alla Petrikirche. Nel 1928 dovettore cedere il passo alla costruzione della struttura Chemnitzer Hof e, nel 1936, vennero poste sulla scalinata di fronte alla fontana del Castello di Chemnitz.
Da settembre 2010 a ottobre 2011 le statue sono state coperte per lavori di restauro. L'arenaria è stata desalinizzata e le parti distrutte dal vandalismo sostituite. Durante i mesi invernali, le statue di arenaria a Chemnitz sono ora protette dalle intemperie da coperture in vetro.
Tra agosto e novembre 2017, le sculture state sottoposte a un ulteriore restauro, e pulite a mano da depositi ambientali e graffiti. Inoltre, sono state riparate crepe, sgretolamenti e altri danni, alcuni dei quali causati anche da atti vandalici. Infine, in coordinamento con l'autorità di protezione dei monumenti, è stato applicato un colore in resina siliconica, che è stato modellato sull'arenaria sassone appena lavorata con lo scopo di prevenire la decomposizione delle figure.

## Quattro gruppi di figure

Die Dresdner Figurengruppen
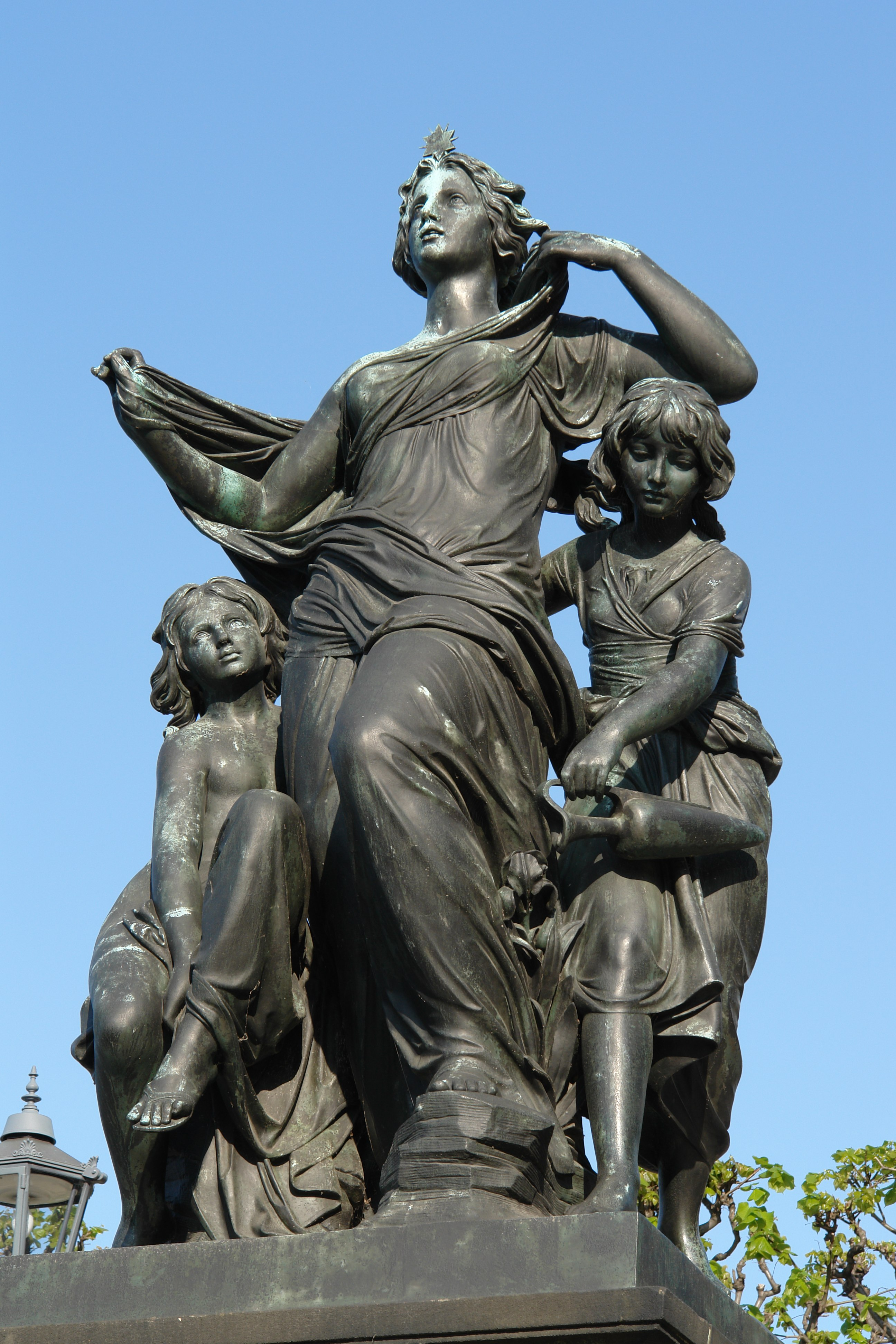
Il "mattino"
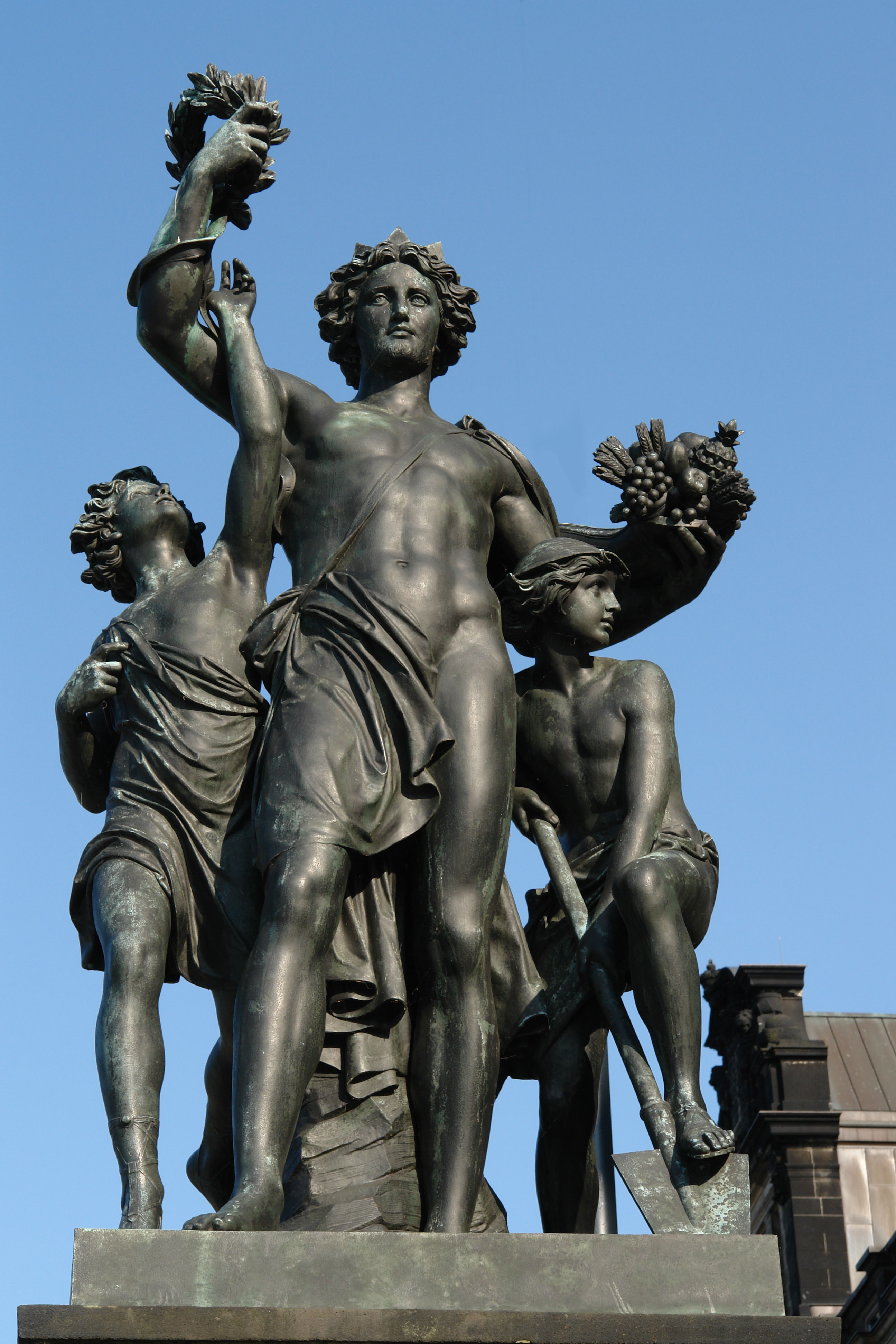
Il "mezzogiorno"
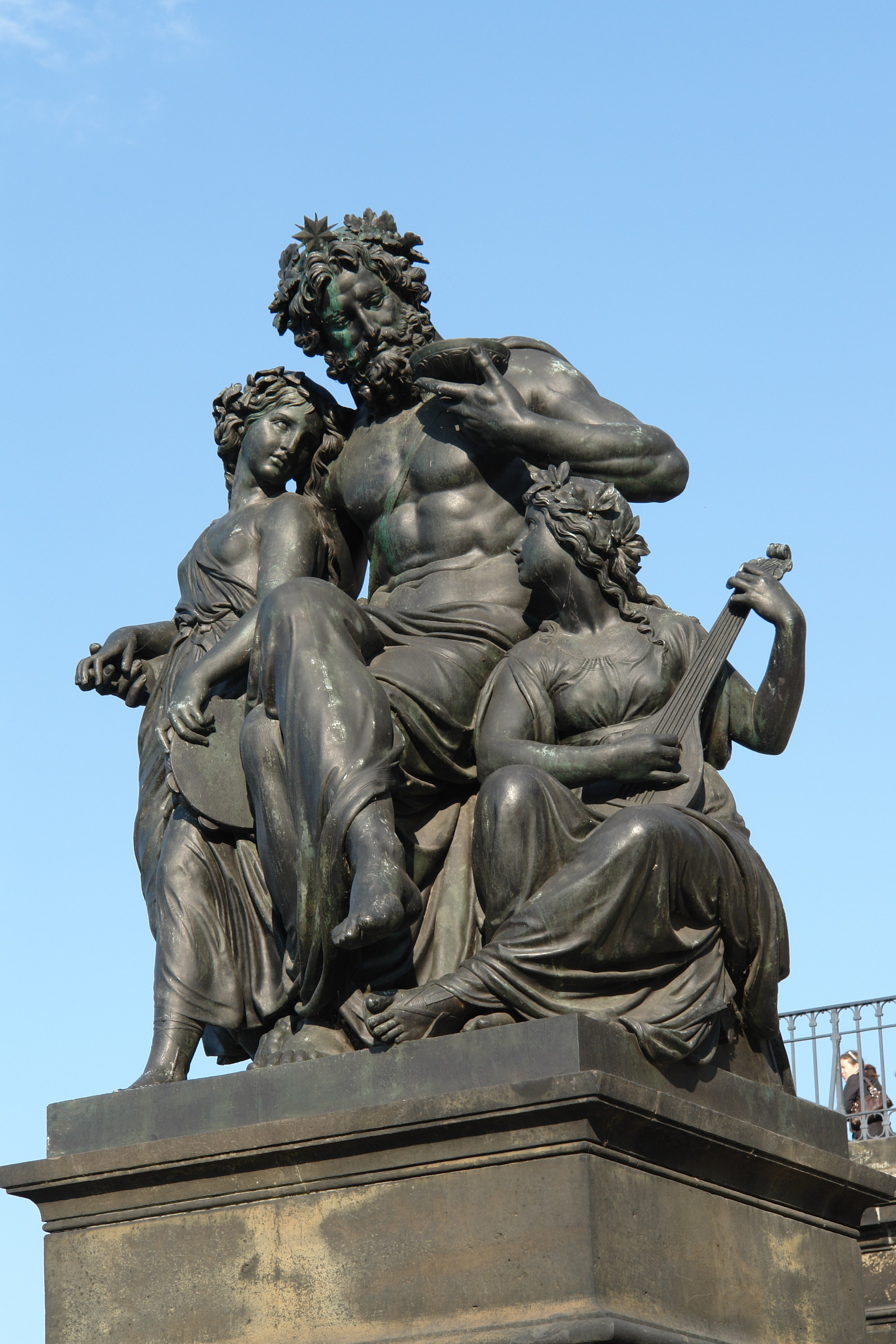
La "sera"
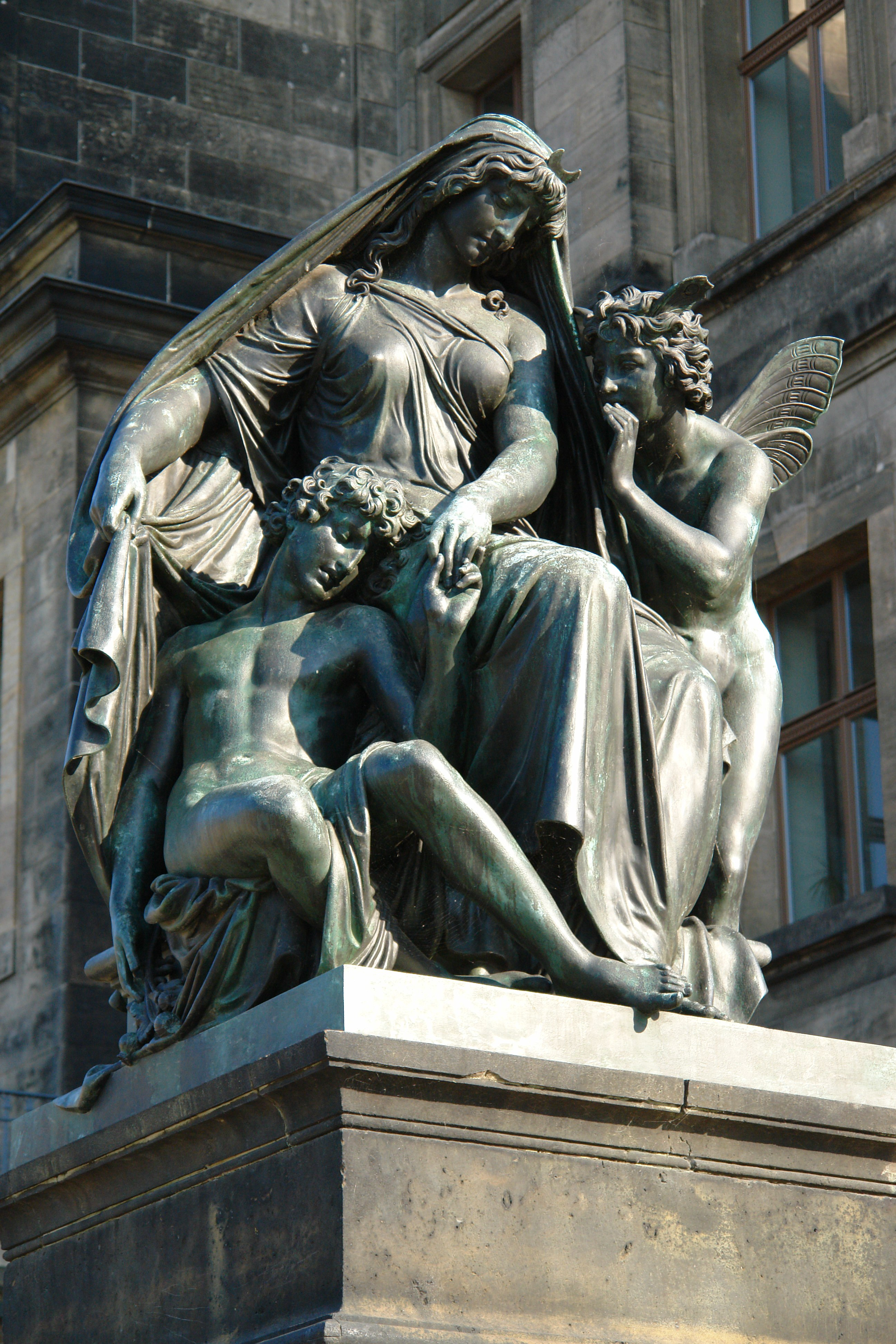
La "notte"

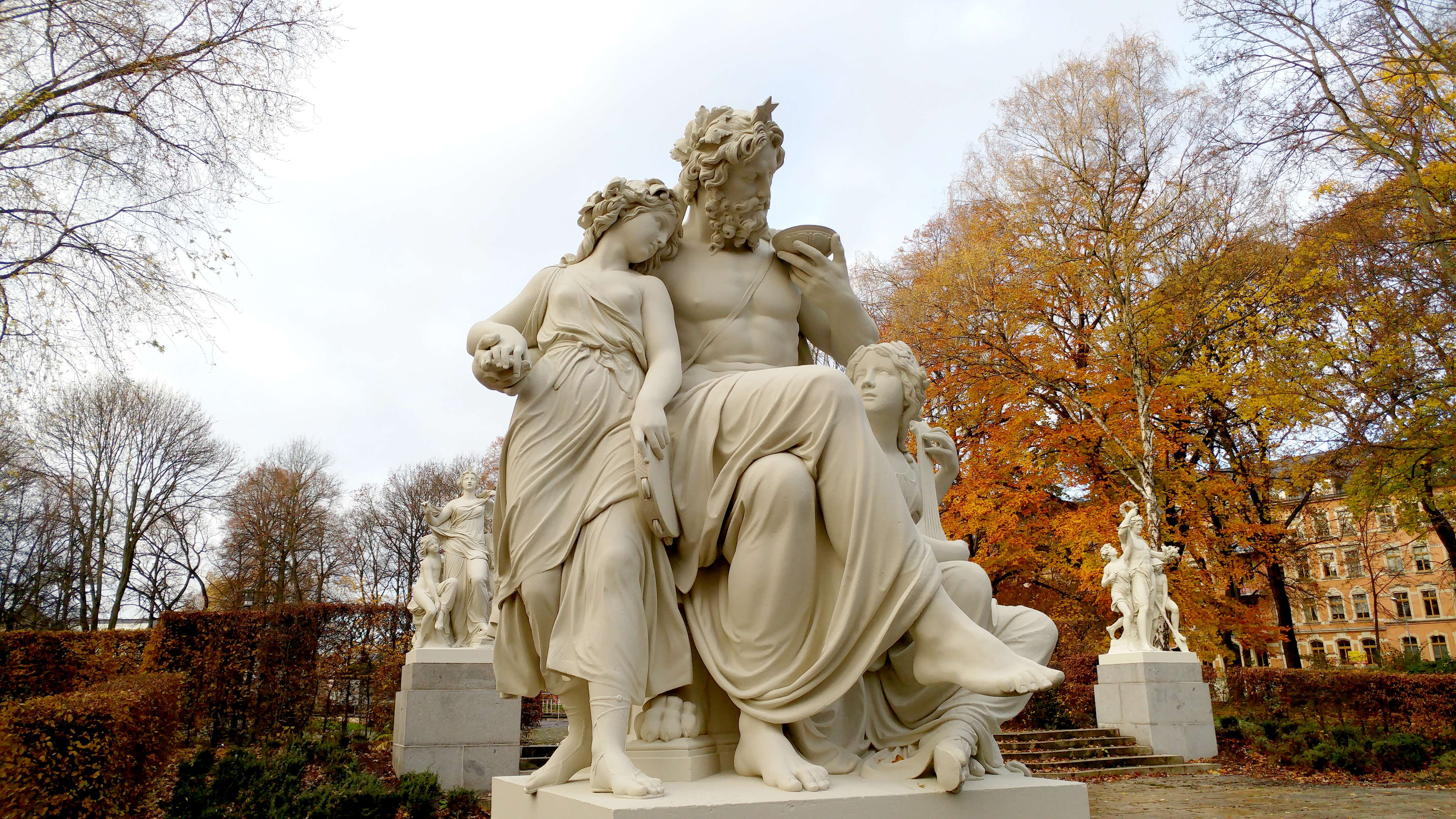
Gruppo di figure "Sera" a Chemnitz, in arenaria originale dopo il restauro nel novembre 2017

Schilling simboleggiò le ore del giorno con gruppi di figure. I gruppi sono costituiti da un personaggio principale, alternato tra maschio e femmina, e due bambini che li accompagnano come figure di contorno. Le figure superiori sono mostrate in piedi e quelle inferiori siedono e sono piuttosto simili a blocchi.

### Il "mattino" con risveglio e rugiada mattutina
Il primo gruppo, in piedi sul gradino più alto della famosa scalinata della terrazza, rappresenta il "mattino". Si vede una donna fresca e meravigliosa, e la stella del mattino splende tra i suoi capelli. Rinvigorita dal sonno, si toglie la vestaglia ed emette un sospiro di gioia per poter ricominciare la giornata. Al suo fianco una ragazza appena svegliata, si allaccia il sandalo e dall'altra un'altra sta raccogliendo fiori.

### Il "mezzogiorno" con lavoro e impegno
Il secondo gruppo, che decora la cima delle scale, rappresenta il "mezzogiorno". Una forte figura maschile, con la testa ornata da una corona di raggi, regge la corona della fama con la mano destra. Un giovane alza la mano, suggerendo la ricerca della fama, mentre la figura di un ragazzo, che lavora con una vanga, mostra il semplice lavoro del giorno.

### La "sera" con musica e danza
Ai piedi delle scale sono le magnifiche figure del gruppo "sera" e "notte". La "sera" è rappresentata da una figura di uomo che rientra dopo il completamento del lavoro quotidiani al godimento della sua confortevole casa, mentre una ragazza con una cetra riposa ai suoi piedi, e un'altra, con un tamburello in mano, si sta preparando per il ballo.

### La "notte" con il sonno (Hypnos) e il sogno (Morpheus)

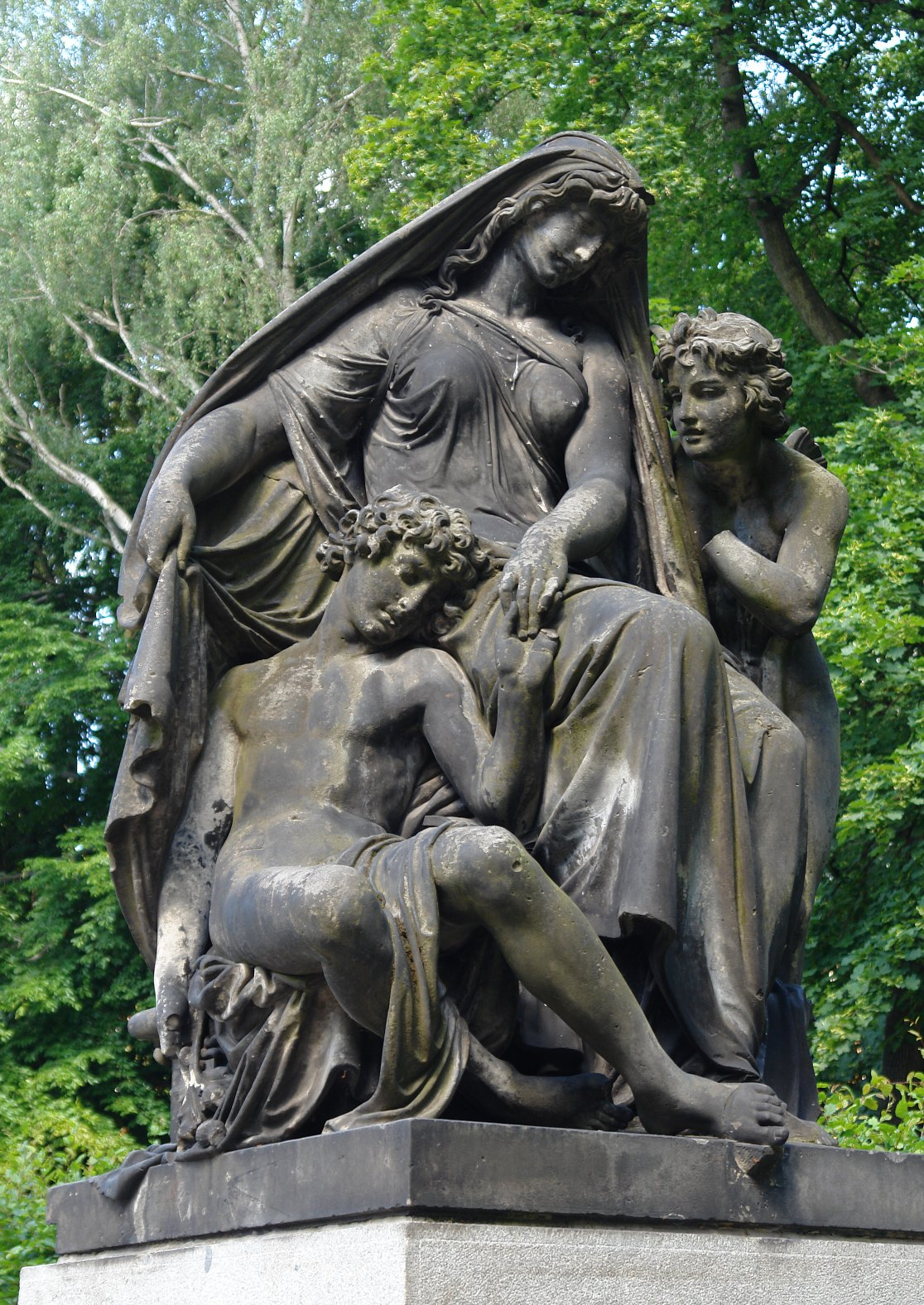
Gruppo di figure "notte", in arenaria originale a Chemnitz prima del restauro

La "notte" è ancora più bella. È considerata una figura femminile. Seduta con la falce di luna sopra la fronte, avvolge in modo protettivo la sua veste intorno a un ragazzo che si è addormentato mentre Morfeo alato sussurra sogni d'oro all'uomo addormentato.